# Serie C (Svizzera)
La Serie C è stata il livello di base del campionato svizzero di calcio. Organizzata dall'ASF/SFV, vide competere un numero di squadre variabile, suddivise in raggruppamenti geografici prevalentemente regionali.
La maggior parte delle squadre erano formazioni riserva dei club di Serie A e Serie B.
A partire dal 1921 i club di Serie C afferivano alla Zusammenschluss der unteren Serien (ZUS) insieme alle formazioni di Serie B e dalla nuova Serie Promozione.
La Serie C scomparve nel 1930 ed il suo posto al quarto livello del sistema calcistico elvetico fu preso dalla Quarta Lega.

## Albo d'oro
Elenco dei titoli conosciuti:
- 1902-1903  Young Boys III